# بانيين (آن)
بانيين (بالفرنسية: Baneins)‏ هي بلدية فرنسية تقع في إقليم الآن في فرنسا. رمز إنسي لها هو:1028. أما الرمز البريدي لها فهو: 1990.

## معرض صور

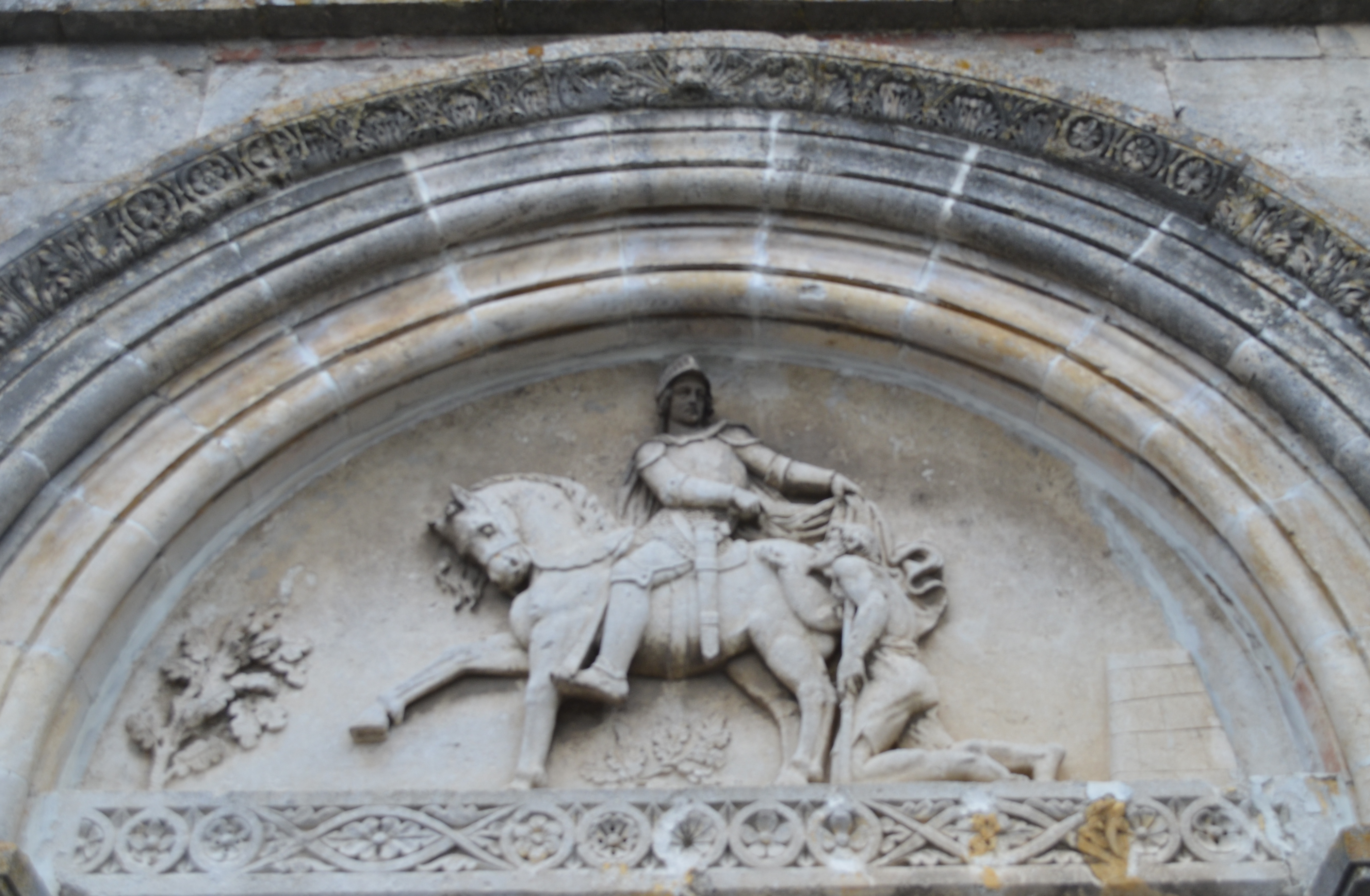
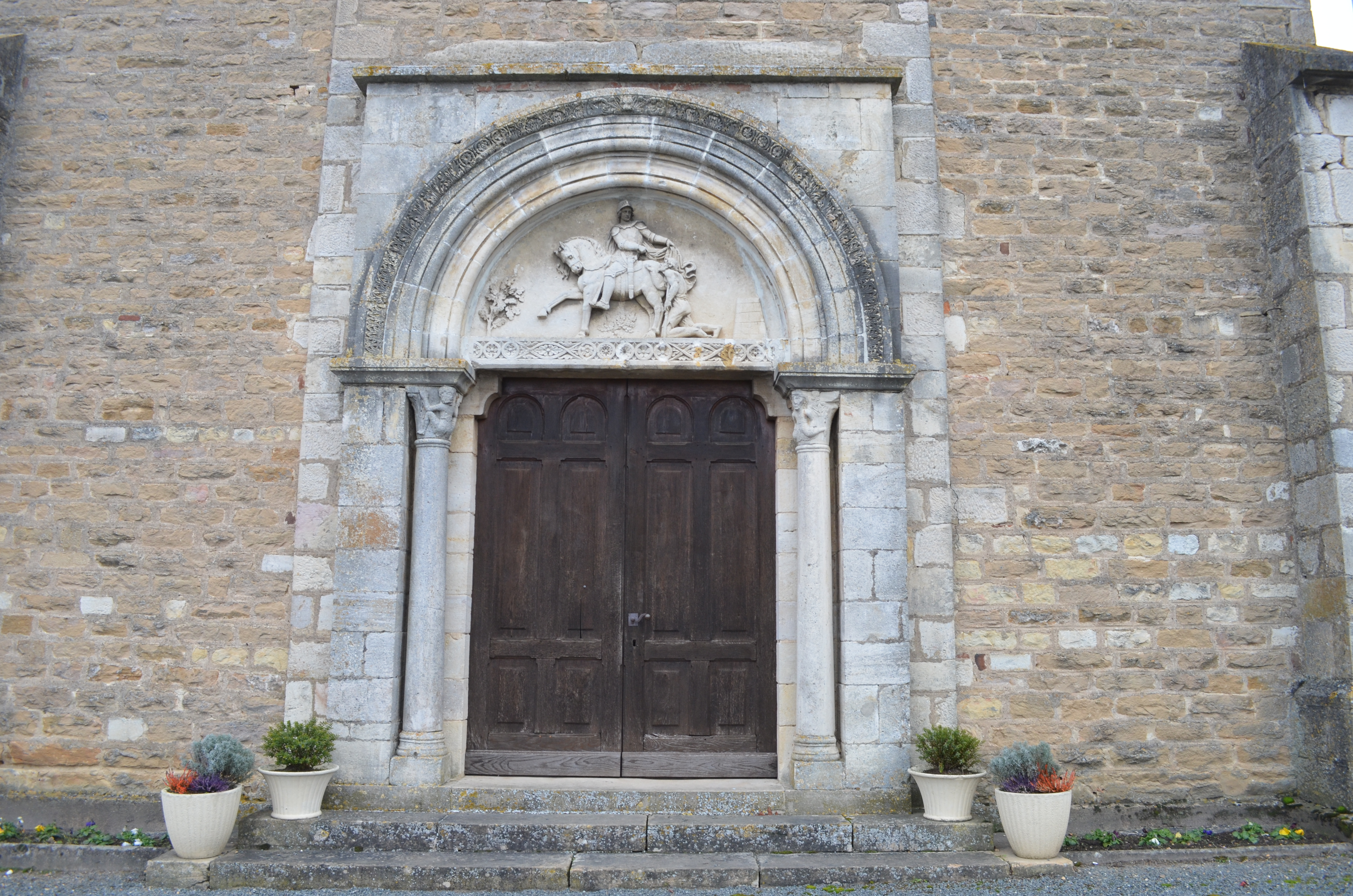
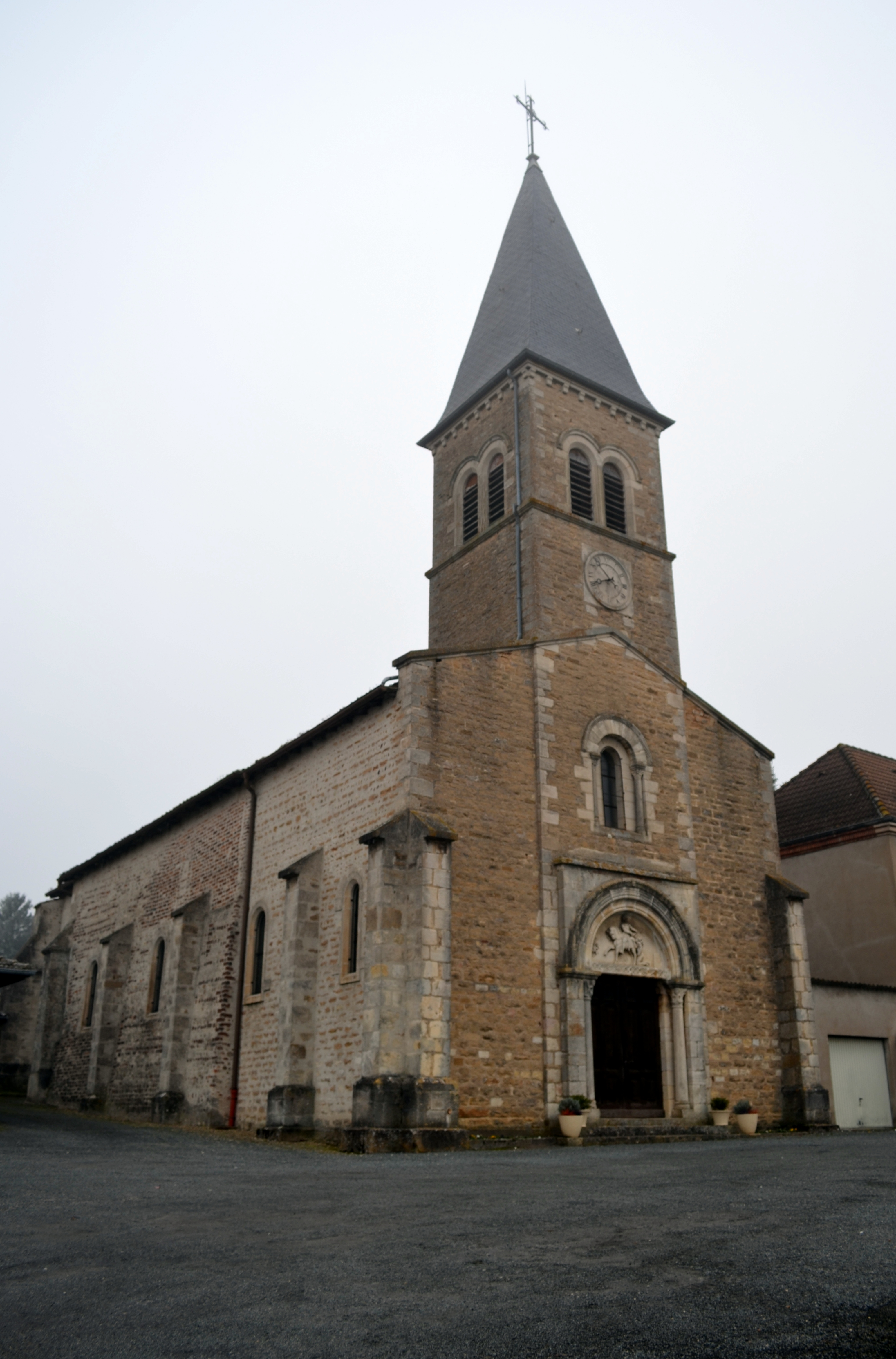